# James Daniel
James Edward Daniel III (Hampton, Virginia, 29 de enero de 1994) es un baloncestista estadounidense que actualmente se encuentra sin equipo. Con 1,83 metros de estatura, juega en la posición de base.

## Trayectoria deportiva

### Universidad
Jugó durante tres temporadas con los Bison de la Universidad Howard, en las que promedió 21,5 puntos, 2,3 rebotes, 2,4 asistencias y 1,7 robos de balón por partido. Fue elegido rookie del año de la Mid-Eastern Athletic Conference, y se convirtió en el primer jugador de la historia de los Bison en anotar más de 1000 puntos en sus dos primeras temporadas. En su temporada júnior se convirtió en el líder de anotación de la NCAA tras promediar 27,1 puntos por partido, siendo elegido Jugador del Año de la MEAC.
En la que iba a ser su cuarta temporada en Howard, una plaga de lesiones hizo que sólo puidera disputar un partido, por lo que la NCAA ler facilitó la posibilidad de disputar una temporada más en otra universidad, eligiendo hacerlo en los Volunteers de la Universidad de Tennessee. Acabó promediando 5,6 puntos y 2,8 asistencias como suplente.

### Profesional
Tras no ser elegido en el Draft de la NBA de 2018, firmó su primer contrato profesional con el Enosis Neon Paralimni B.C. de la Liga de Chipre.